# Licuala moszkowskiana
Licuala moszkowskiana är en enhjärtbladig växtart som beskrevs av Odoardo Beccari. Licuala moszkowskiana ingår i släktet Licuala och familjen Arecaceae. Inga underarter finns listade i Catalogue of Life.